# Ireň
Ireň (rusky Ирень) je řeka v Permském kraji v Rusku. Je 214 km dlouhá. Povodí má rozlohu 6 110 km².

## Průběh toku
V povodí řeky se nacházejí krasové útvary. Ústí zleva do řeky Sylvy (povodí Kamské přehrady) na 26 říčním kilometru.

## Vodní režim
Zdrojem vody jsou především sněhové srážky. Průměrný roční průtok vody nealeko ústí činí 35,5 m³/s. Zamrzá v listopadu a rozmrzá v dubnu.

## Využití
Řeka je splavná pro vodáky. Při ústí se nachází město Kungur.